# Psyttalia agreutretae
Psyttalia agreutretae är en stekelart som först beskrevs av Wilkinson 1927.  Psyttalia agreutretae ingår i släktet Psyttalia och familjen bracksteklar. Inga underarter finns listade i Catalogue of Life.